# Iglesia de Santa Ana (Archidona)
La iglesia de Santa Ana es un templo cristiano situado en la ciudad de Archidona, provincia de Málaga, España. Fue erigida posiblemente sobre la antigua mezquita de un arrabal de la Arsiduna árabe. Junto a la aledaña Casa Consistorial primitiva, formarían el primer núcleo vital de la emergente Archidona de la Edad Moderna. 
El edificio se inició en el estilo gótico flamígero de principios del siglo XVI, mostrando una cabecera de planta poligonal cubierta con bóveda sexpartita. Tuvo una sola nave hasta el añadido de dos laterales en el siglo XIX. Su portada, del siglo XVIII, alberga un escudo papal. En su exterior destaca su original torre triangular, rematada por un chapitel con cubierta escamosa de tejas vidriadas en blanco y verde. 
En su altar mayor, Santa Ana enseña a la Virgen leer flanqueada por San Pablo y San Pedro a cuyos pies aparece la heráldica de los Girones, señores de la Villa, omnipresentes las armas de los Duques de Osuna. 